# FuMO 21
FuMO 21 (بالألمانية: Funkmess-Ortung 21 وتعني: «تحديد الموقع بالموجات الراديوية – الرادار النشط») هو رادار بحري ألماني صُمّم سنة 1941 لصالح كريغسمرينه (البحرية الألمانية النازية) ليكون مناسبًا للسفن متوسطة الحجم، من الطرادات الخفيفة وحتى قوارب الطوربيد الكبيرة.

## التطوير
حمل الرادار في البداية التسمية الفنية FMG 39G(gL)، قبل أن يحصل على اسمه النهائي FuMO 21 في عام 1943 عندما أعادت كريغسمرينه تنظيم نظام التسمية الخاص بأجهزة الرادار.
تم تطوير FuMO 21 اعتمادًا على الرادار البحري السابق Seetakt، مع تحسينات في مدى الكشف ودقة تحديد الأهداف. كان مزودًا بهوائي مستطيل الأبعاد بقياس 2 م × 4 م (6 أقدام و7 بوصات × 13 قدمًا و1 بوصة).

## الاستخدام
استُخدم FuMO 21 على مجموعة متنوعة من السفن، منها:
- الطرادات الخفيفة من فئة Köln وLeipzig
- مدمرات متوسطة الحجم
- قوارب الطوربيد الكبيرة

كان الغرض الأساسي منه تنفيذ مهام البحث السطحي والكشف عن الأهداف في مختلف الظروف البحرية، بما في ذلك الليل أو الضباب، مما حسّن قدرة كريغسمرينه على رصد القطع المعادية قبل الاشتباك.

## المواصفات التقنية
- نوع الجهاز: رادار بحث بحري
- الأبعاد: 2 م × 4 م للهوائي
- الموجات: سنتيمترية (عالية التردد)
- المشتق من: Seetakt
- التشغيل: موجة نبضية، قياس المدى عبر زمن العودة

## مقارنة مع نماذج أخرى
| الطراز           | سنة الإدخال للخدمة | أبعاد الهوائي | المدى التقريبي للكشف (كم) | نوع الهدف الأساسي           |
| ---------------- | ------------------ | ------------- | ------------------------- | --------------------------- |
| FuMO 21          | 1941               | 2 م × 4 م     | 8–10 كم للسفن المتوسطة    | بحث سطحي عام                |
| FuMO 27          | 1942               | 2 م × 6 م     | 12–15 كم للسفن الكبيرة    | كشف بعيد المدى للسفن        |
| FuMO 29          | 1943               | 1.5 م × 3 م   | 6–8 كم للسفن الصغيرة      | رادار خفيف لقوارب الطوربيد  |
| Seetakt (الأصلي) | 1938               | 2 م × 4 م     | 6–8 كم                    | أول رادار بحري ألماني للبحث |

## الأهمية
كان FuMO 21 يمثل نقلة في قدرات البحرية الألمانية على صعيد الرصد والاشتباك المبكر، إذ منح السفن قدرة على اكتشاف التهديدات خارج مدى الرؤية البصرية، مما أتاح مرونة أكبر في التخطيط للمعارك البحرية في الحرب العالمية الثانية.